# Golpejas
Golpejas – gmina w Hiszpanii, w prowincji Salamanka, w Kastylii i León, o powierzchni 11,79 km². W 2011 roku gmina liczyła 155 mieszkańców.